# Fernand Urtebise
Fernand Urtebise, né le 1er décembre 1940 à Saint-Brice en Mayenne, est un ancien entraîneur d'athlétisme français.

## Biographie
Il figure parmi les plus grands entraîneurs d'athlétisme français. Dans son groupe d'entrainement passeront au cours des années des athlètes tels que Laurence Bily, Florence Colle, Gilles Quénéhervé, Daniel Sangouma, Jean-Charles Trouabal, Christine Arron, Naman Keita, Stéphane Diagana ou le Sénégalais El Hadji Amadou Dia Ba… 
Premier entraîneur en métropole de Marie-José Pérec, puis de Christine Arron, il connaît ses premiers résultats sur la scène internationale en 1988 avec le Sénégalais El Hadji Amadou Dia Ba, médaillé d'argent aux jeux Olympiques de 1988 et Daniel Sangouma qu'il a accueilli dans son groupe en octobre 1984. Celui-ci obtient une médaille de bronze avec le relais aux jeux Olympiques de 1988. En 1990, lors du Championnat d'Europe de Split, il verra deux membres de son groupe d'entraînement faire partie du relais 4 × 100 mètres qui devient champion d'Europe en battant de surcroît le record du monde. Dans la même compétition, Trouabal deviendra également champion d'Europe sur 200 mètres, Sangouma obtenant la médaille d'argent sur 100 mètres.
C'est en 1988, lors des championnats de France scolaires qui se déroulent à l'INSEP que la première rencontre entre Urtebise et Stéphane Diagana a lieu. Ce jeune athlète, qui pratiquait alors le 110 mètres haies, fera toute sa carrière avec "Monsieur Fernand". 
Ensemble, ils atteindront les titres mondiaux, lors des mondiaux d'Athènes 1997 et européen lors du championnat d'Europe 2002 de Munich. Deux autres médailles individuelles mondiales complèteront ce palmarès, médaille d'argent en 1999 et une médaille de bronze en 1995. Ils connaîtront un autre succès mondial avec le relais 4 × 400 mètres, relais auquel participe un autre membre du groupe d'Urtebise, Naman Keita, lors des Championnats du monde d'athlétisme 2003 de Paris Saint-Denis. La 2e place s'est en effet transformée en médaille d'or après la disqualification du relais américain pour contrôle positif de l'un de ses relayeurs. 
Après une médaille de bronze de Naman Keita lors des jeux Olympiques de 2004, il effectue une dernière saison avant de prendre sa retraite en septembre 2005.